# Pau
Pau (sardinski: Pàu) je grad i općina (comune) u pokrajini Oristanu u regiji Sardiniji, Italija. Nalazi se na nadmorskoj visini od 315 metara i ima 300 stanovnika.
 Prostire se na 13,82 km². Gustoća naseljenosti je 22 st/km².
Susjedne općine su: Ales, Palmas Arborea, Santa Giusta i Villa Verde.